# El rei del vent
El rei del vent (títol original en anglès, King of the Wind) és una pel·lícula d'aventures britànica de 1990 dirigida per Peter Duffell i protagonitzada per Richard Harris, Glenda Jackson i Frank Finlay. Està basat en la novel·la King of the Wind de Marguerite Henry. La pel·lícula representa la vida del Godolphin Arabian, un poltre àrab al Regne de la Gran Bretanya del segle XVIII. S'ha doblat al català.

## Repartiment
- Richard Harris com el Rei Jordi II
- Glenda Jackson com la Reina Carolina
- Frank Finlay com a Edward Coke
- Jenny Agutter com a Hannah Coke
- Nigel Hawthorne com a Achmet
- Navin Chowdhry com a Agba
- Anthony Quayle com a lord Granville
- Peter Vaughan com a Capità
- Ian Richardson com a bei de Tunis
- Neil Dickson com el comte de Godolphin